# Albertov tektonski jarek
Albertov tektonski jarek je zahodna veja Velikega tektonskega jarka, ki pokriva dele Ugande, Demokratične republike Kongo, Ruande, Burundija in Tanzanije. Razteza se od severnega konca Albertovega jezera do južnega konca Tanganjiškega jezera. Geografski izraz vključuje dolino in okoliške gore.

## Geologija
Albertov tektonski jarek in gore so rezultat tektonskih premikov, ki postopoma ločujejo Somalsko ploščo od ostale afriške celine. Gore, ki obdajajo tektonski jarek, so sestavljene iz dvignjenih predkambrijskih temeljnih kamnin, ki jih deloma prekrivajo novejše vulkanske kamnine.

### Jezera in reke
Severni del tektonskega jarka prečkata dve veliki gorski verigi, gorovje Ruvenzori med Albertovim jezerom in Rutanzige (nekdanje Edvardovo jezero) ter gorovje Virunga med jezeroma Rutanzige in Kivu. Gorovje Virunga tvori pregrado med porečjem Nila na severu in vzhodu ter porečjem Konga na zahodu in jugu. Jezero Rutenzige napaja več velikih rek, ena je reka Rutshuru, odteka pa proti severu skozi reko Semliki v Albertovo jezero. Viktorijin Nil teče iz Viktorijinega jezera v severni konec Albertovega jezera in izstopa kot Beli Nil iz točke nekoliko zahodneje in teče proti severu v Sredozemlje.
Južno od Virunga se jezero Kivu izliva proti jugu v Tanganjiško jezero skozi reko Ruzizi. Tanganjiško jezero se nato prek reke Lukuga izlije v reko Kongo. Zdi se verjetno, da je bil sedanji hidrološki sistem vzpostavljen pred kratkim, ko so izbruhnili vulkani Virunga in blokirali tok vode proti severu iz jezera Kivu v Edvardovo jezero, zaradi česar se je izlila proti jugu v Tanganjiško jezero. Pred tem Tanganjiško jezero ali ločeni podbazeni v današnjem jezeru morda niso imeli drugega iztoka kot izhlapevanje. Lukuga se je oblikovala razmeroma nedavno in je zagotovila pot, po kateri so lahko vodne vrste iz Kongovskega bazena kolonizirale Tanganjiško jezero, ki je prej imelo posebno favno.

## Gore
Od severa proti jugu gore vključujejo planoto Lendu, gorovje Ruvenzori, gorovje Virunga in gorovje Itombwe.
Gorovje Ruvenzori so identificirali s Ptolemajevimi Mesečevimi gorami. Gorovje pokriva območje, dolgo 120 km in široko 65 km. To območje vključuje Mount Stanley 5119 m, Mount Speke 4890 m in Mount Baker 4843 m.
Gorovje Virunga ob meji med Ruando in DR Kongo sestavlja osem vulkanov. Dva od teh, Nyamuragira in Nyiragongo, sta še vedno zelo aktivna.
Južno so osamelci, ki vključujejo goro Bururi v južnem Burundiju, pogorje Kungwe-Mahale v zahodni Tanzaniji ter goro Kabobo in pogorje Marungu v DR Kongo na obali Tanganjišeka jezera. Večina pogorij se dviga med 2000 m in 3500 m.

## Ekologija
Gorski gozdovi Albertovega tektonskega jarka so pomembne ekoregije. Prehodni gozdovi, ki uspevajo med nižinskimi in gorskimi gozdovi, so na nadmorski višini od okoli 1000 m do 1750 m. Gorski gozd pokriva pobočja od približno 1600 m do 3500 m. Nad 2400 m so območja bambusa in pritlikavega gozda. Vresje in trave prevladujejo nad 3500 m. Ekologija je ogrožena zaradi krčenja gozdov, saj naraščajoče prebivalstvo išče nova kmetijska zemljišča. Drug problem je nezakonita sečnja, nekaj lokalne škode pa povzroča tudi obrtno pridobivanje zlata.